# Sonogno
Sonogno är en ort i kommunen Verzasca i kantonen Ticino, Schweiz. Orten var före den 18 oktober 2020 en egen kommun, men slogs då samman med kommunerna Brione (Verzasca), Corippo, Cugnasco-Gerra (Gerra Valle), Frasco, Lavertezzo (Lavertezzo Valle) och Vogorno till den nya kommunen Verzasca.
Sonogno ligger längst in i Valle Verzasca. Kyrkan i orten heter Santa Maria Lauretana. En majoritet av invånarna talar italienska.

## Övrigt
Boken Sotarpojken utspelar sig till viss del i Sonogno.